# Plagiothecium nemorale
Plagiothecium nemorale là một loài Rêu trong họ Plagiotheciaceae. Loài này được (Mitt.) A. Jaeger miêu tả khoa học đầu tiên năm 1878.

## Hình ảnh

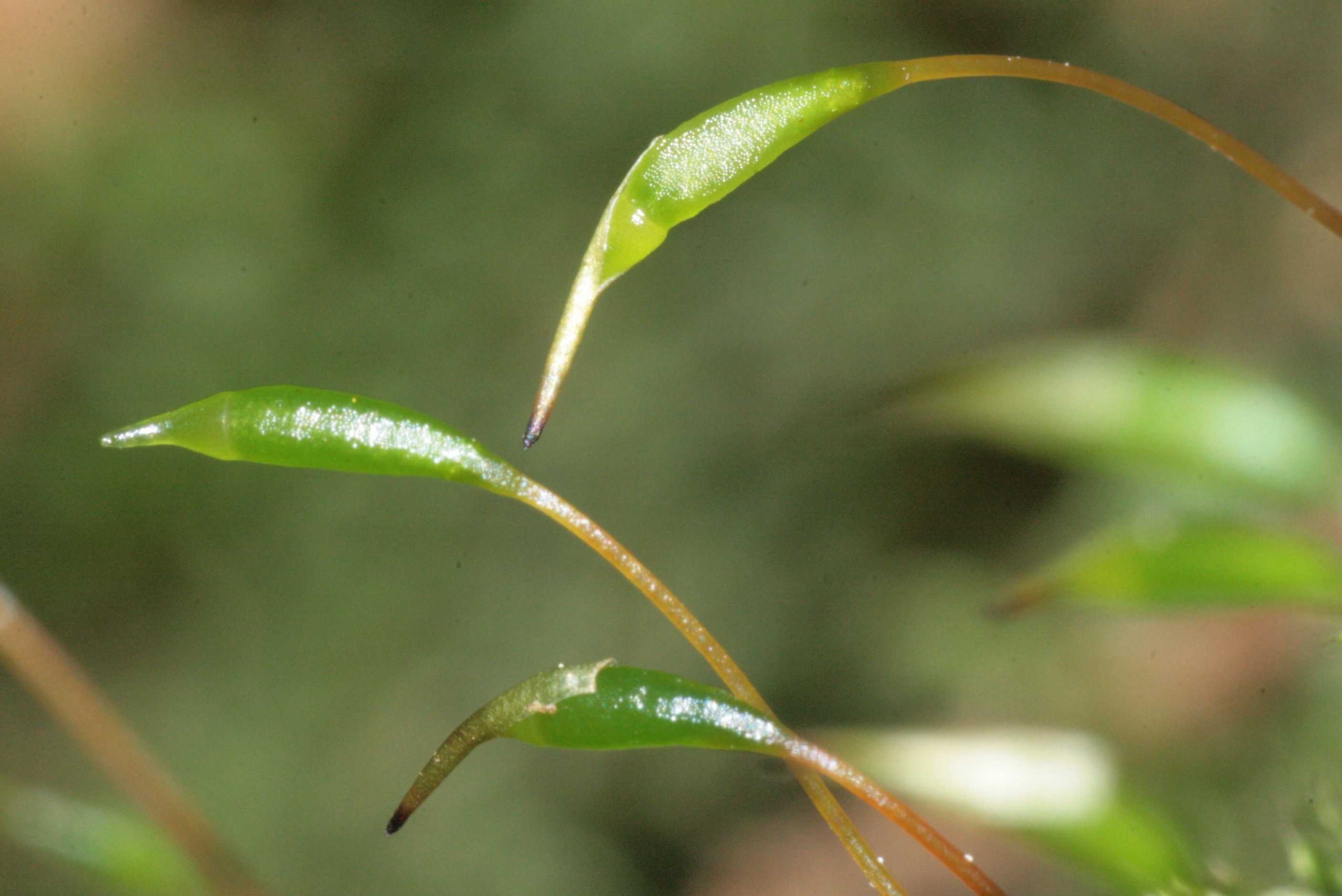
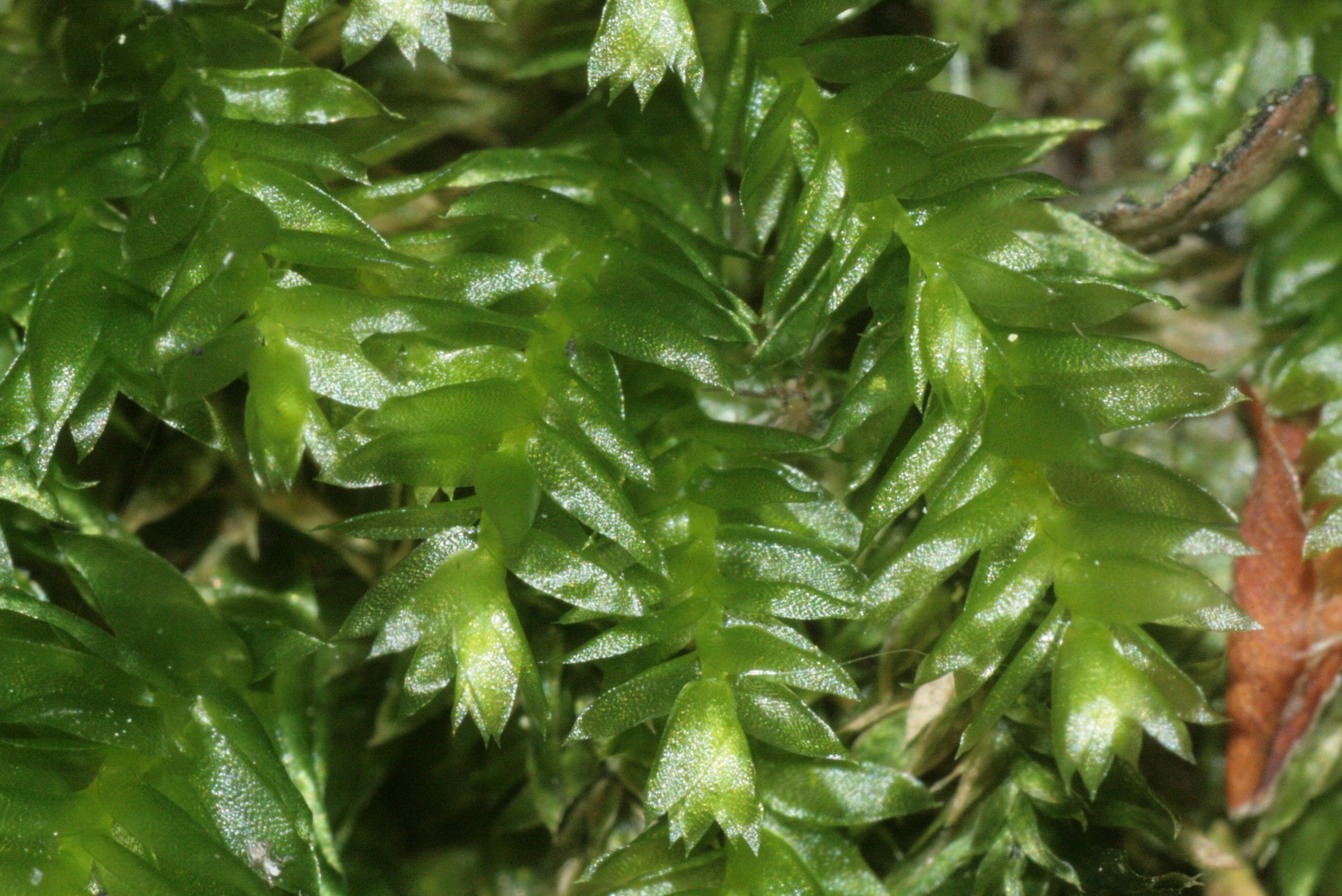
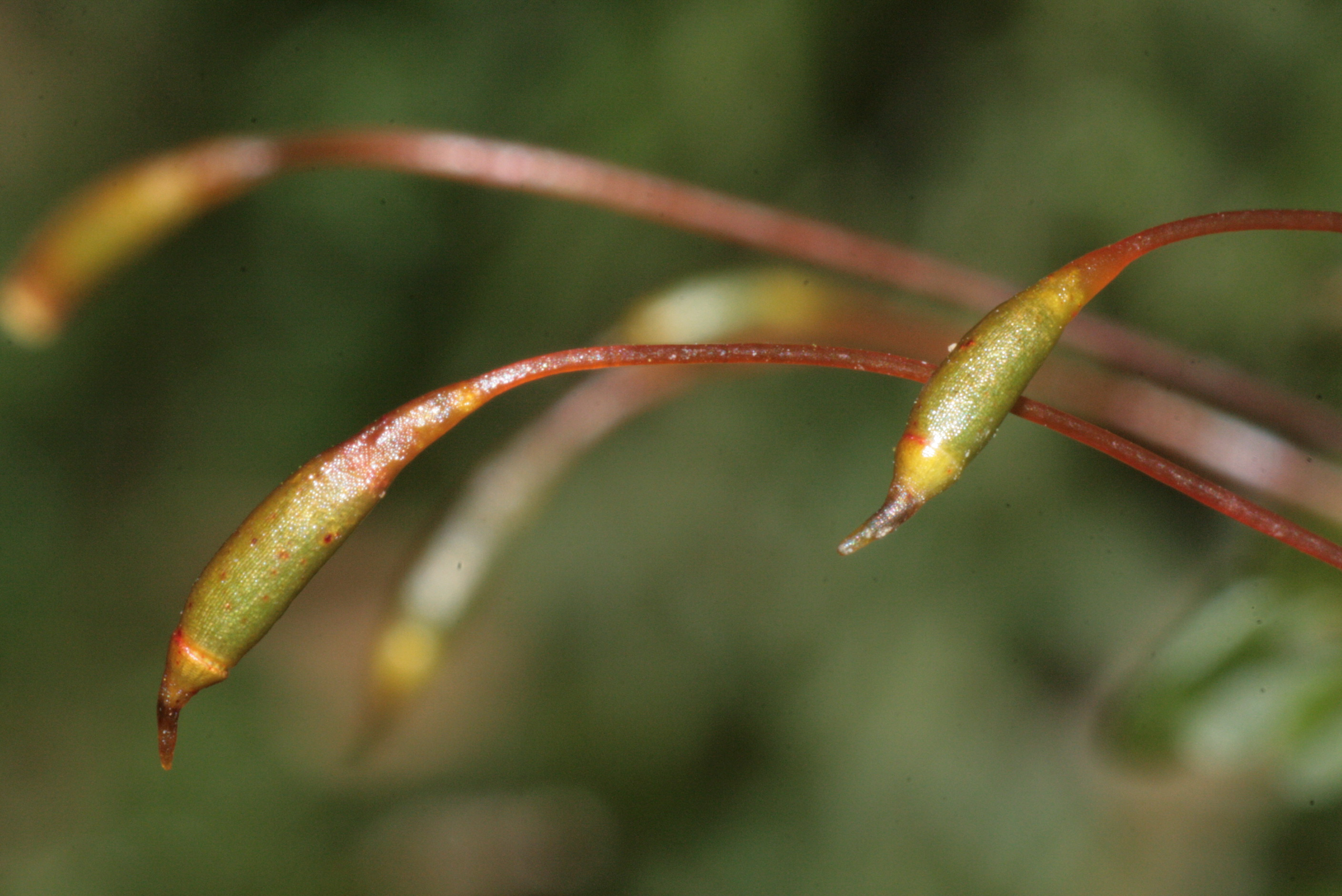
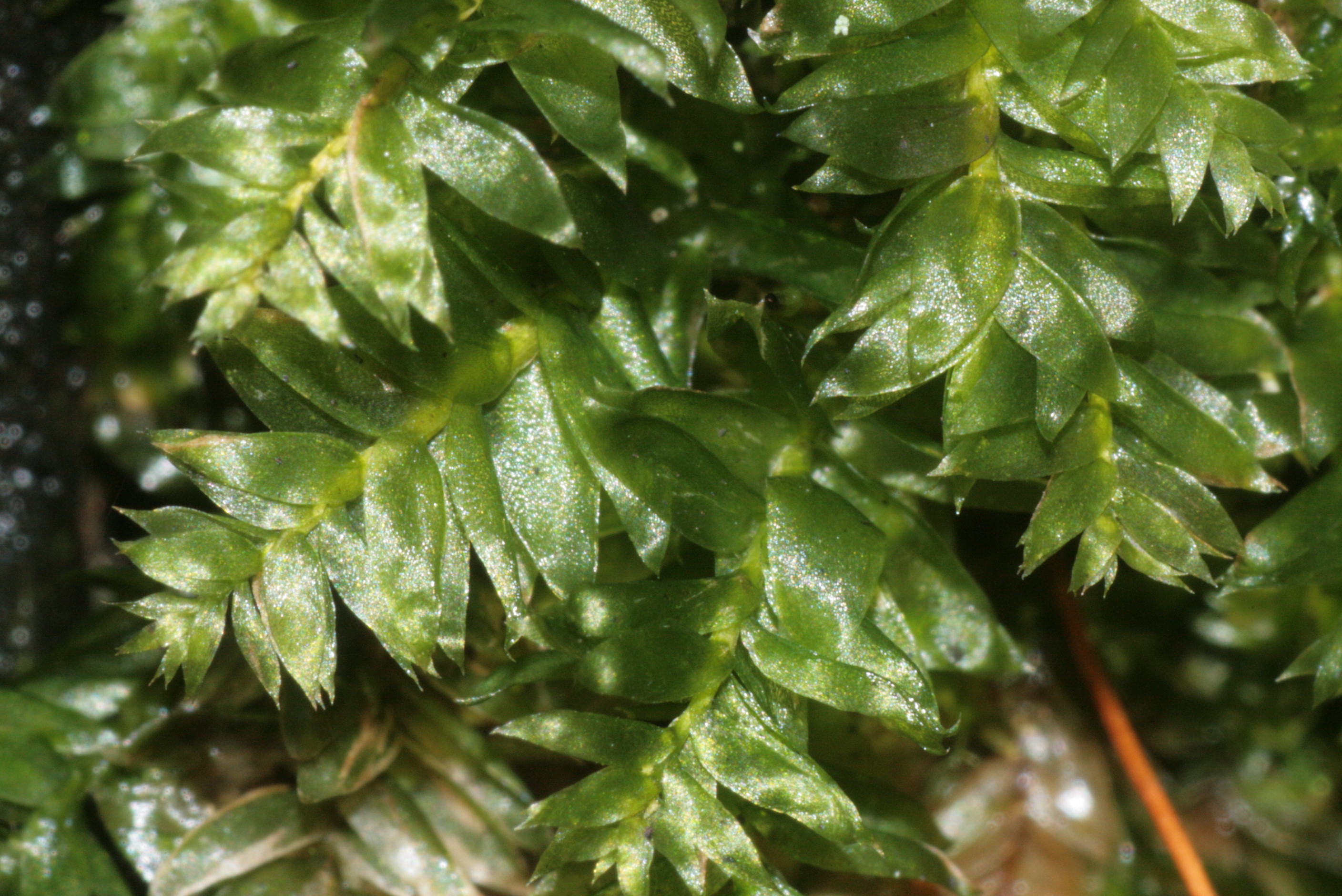